# Michelsbergcultuur

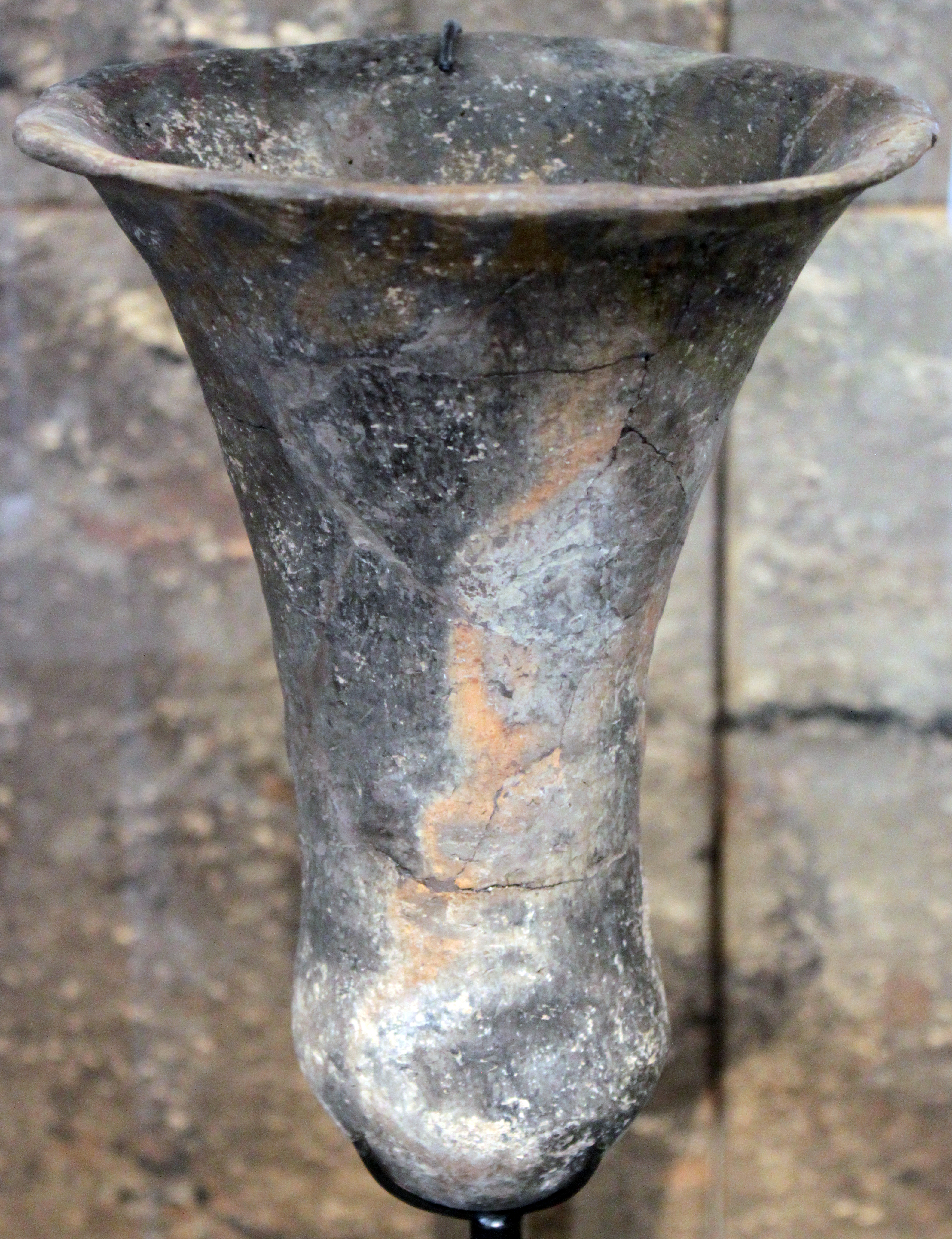
Tulpbeker

De Michelsbergcultuur is een neolithische cultuur, die rond 4400 tot 3500 v. Chr. voorkwam in Zuid-Nederland, West-Duitsland en België. De cultuur is genoemd naar de eerste vondst bij Untergombach in 1888.

## Aardwerken
De Michelsbergcultuur is verantwoordelijk voor enkele van de oudste aardwerken in Europa en in feite worden deze gezien als een typerend element van deze cultuur. Deze zogenaamde onderbroken kringgreppels liggen in de regel op heuveltoppen en wekken de indruk versterkte nederzettingen te zijn geweest. Deze indruk wordt versterkt door vondsten van veel afvalkuilen met zeer uiteenlopende inhoud en onderbrekingen in de greppels die als poorten worden geïnterpreteerd. Uit diverse vondsten zijn brandlagen bekend die op oorlogshandelingen wijzen.
Uitzonderingen op deze regel zijn echter ook bekend, zoals het aardwerk van Urmitz bij Koblenz, dat op een vlakte bij de Rijn ligt. Hier zijn vier bouwfasen te onderscheiden die uiteindelijk een areaal van ca. 100 ha. omvatten. De interpretatie als fortificatie is hier echter omstreden, daar de vele onderbrekingen in de omwalling niet erg praktisch zouden zijn. Andere interpretaties zien Urmitz als marktplaats of veekraal.
De oudst bekende aardwerken in Nederland (Schelsberg bij Heerlen) zijn gebouwd door deze cultuur.

## Cultuur
Net als andere prehistorische culturen heeft ook de Michelsbergcultuur zijn typerend aardewerk. Zogenaamde "tulpbekers", flessen en schalen van relatief hoge kwaliteit. De verspreiding van vuurstenen gereedschappen toont aan dat er een handelsnetwerk moet hebben bestaan. Onder andere de vuursteenmijn bij Spiennes blijkt een voorname bron van vuursteen te zijn geweest. Uit vele vondsten van dierlijke botten blijkt dat de Michelsbergcultuur vee zoals runderen en varkens hield en slechts in geringe mate van jacht afhankelijk was.

## Begrafenisgewoonten
Opvallend zijn de vele skeletvondsten die erg ongeordend zijn begraven. Soms in grote kuilen, waarbij het skelet aan de rand ligt, soms in de greppels van de aardwerken. Soms vele skeletten in een graf, die echter geen bepaalde ordening laten zien. Ook is er grote variëteit qua aantallen: in sommige graven zijn meerdere personen begraven, in andere een enkel persoon en ook zijn vondsten van individuele botten van verschillende personen bekend. Ook is opvallend dat voor een relatief groot aantal skeletten kan worden aangetoond dat de eigenaars een gewelddadige dood zijn gestorven, veelal door een slag met een stomp voorwerp op het hoofd.
Omtrent gevonden keramiekscherven, vuursteenwerktuigen, botten van onder andere runderen en varkens bestaat veel twijfel. Sommige keramiekresten duiden op misbaksels en gebroken vaatwerk en in geen van de vondsten kan rituele vernietiging ervan worden aangetoond, zoals uit andere culturen bekend is. Het is dus vooralsnog onduidelijk of het grafbijgiften betreft, of dat er sprake is van afvalkuilen waarin de skeletten terecht zijn gekomen.
Over het algemeen wekken de vondsten eerder de indruk dat ze "weggeworpen" zijn dan begraven, maar aangezien de kennis over deze cultuur nog erg beperkt is, is deze conclusie nog onzeker.